# Inhaí
Inhaí é um distrito do município brasileiro de Diamantina, no interior do estado de Minas Gerais. Segundo o censo demográfico de 2022, realizado pelo Instituto Brasileiro de Geografia e Estatística (IBGE), sua população era de 1 476 habitantes e havia 537 domicílios particulares permanentes ocupados. Possui área de 591,05 km² conforme a Fundação João Pinheiro (FJP). Foi criado pela lei provincial nº 3.151 de 18 de outubro de 1883.
De acordo com o IBGE, em 2010 a população era de 1 649 habitantes e havia 651 domicílios particulares.